# Saint-Jacques-le-Majeur-de-Wolfestown
| Saint-Jacques-le-Majeur-de-Wolfestown  |                        |
| St-Jacques-le-Majeur-de-Wolfestown.JPG |                        |
| Coordenadas: 45°56'N 71°30'W           |                        |
| Província                              | Quebec                 |
| Região administrativa                  | Chaudière-Appalaches   |
| Incorporado em                         | 30 de setembro de 1909 |
| Prefeito                               | Gérald McKenzie        |
| Código postal                          | G0N 1E0                |
|                                        |                        |
| Área                                   |                        |
| - Cidade                               | 59,33 km², 22,9 mi²    |
| Fuso horário                           | UTC -5                 |
| População (2006)                       |                        |
| - Cidade                               | 188                    |
| - Densidade                            | 3 hab/km², 8 hab/mi²   |

Saint-Jacques-le-Majeur-de-Wolfestown é uma frequesia canadense do conselho municipal regional de Les Appalaches, Quebec, localizada na região administrativa de Chaudière-Appalaches. Em sua área de pouco mais de 59 km², habitam cerca de duzentas pessoas.